# Штренген
Штренген (нім. Strengen) — громада округу Ландек у землі Тіроль, Австрія.
Штренген лежить на висоті 1012 м над рівнем моря і займає площу 23,2 км². Громада налічує 1208 мешканців.
Густота населення 52/км².
|                                   |
| Штренген на мапі округу та землі. |

 Адреса управління громади: Dorf 12a, 6571 Strengen.